# Devin Williams (baseball)
Pour le joueur de basket-ball, voir Devin Williams.
Devin Terran Williams (né le 21 septembre 1994 à Florissant, Missouri) est un lanceur droitier des Ligues majeures de baseball jouant avec les Yankees de New York. Il est élu recrue de l'année 2020 dans la Ligue nationale.

## Biographie

### Brewers de Milwaukee
À la fin de la saison 2020, Devin Williams est désigné meilleur releveur de la Ligue majeure de baseball et recrue de l’année de la Ligue nationale.
En septembre 2021, le lanceur de relève de qualité des Brewers de Milwaukee se blesse à la main en frappant le mur après avoir bu quelques verres pour célébrer la qualification de son équipe en phase finale.
En 2022, Devin Williams est sélectionné au match des étoiles de la Ligue majeure de baseball 2022 en remplacement de Max Fried, blessé.